# Paterson Field
Le Paterson Field est un stade de baseball, d'une capacité de 7 000 places, situé dans la ville de Montgomery, dans l'État de l'Alabama, aux États-Unis. Ouvert en 1949, il a été le domicile de plusieurs équipes professionnelles de baseball, dont de 1965 à 1980 les Rebels de Montgomery, club de la Southern League, de niveau Double-A, affilié aux Tigers de Détroit.
Il a été également, de 2001 à 2003, le domicile des Wings de Montgomery, club de baseball indépendant.